# Laia Martínez i López
Laia Martínez i López   (Berga, 1984) també coneguda com a Laia Malo és escriptora, traductora i músic.

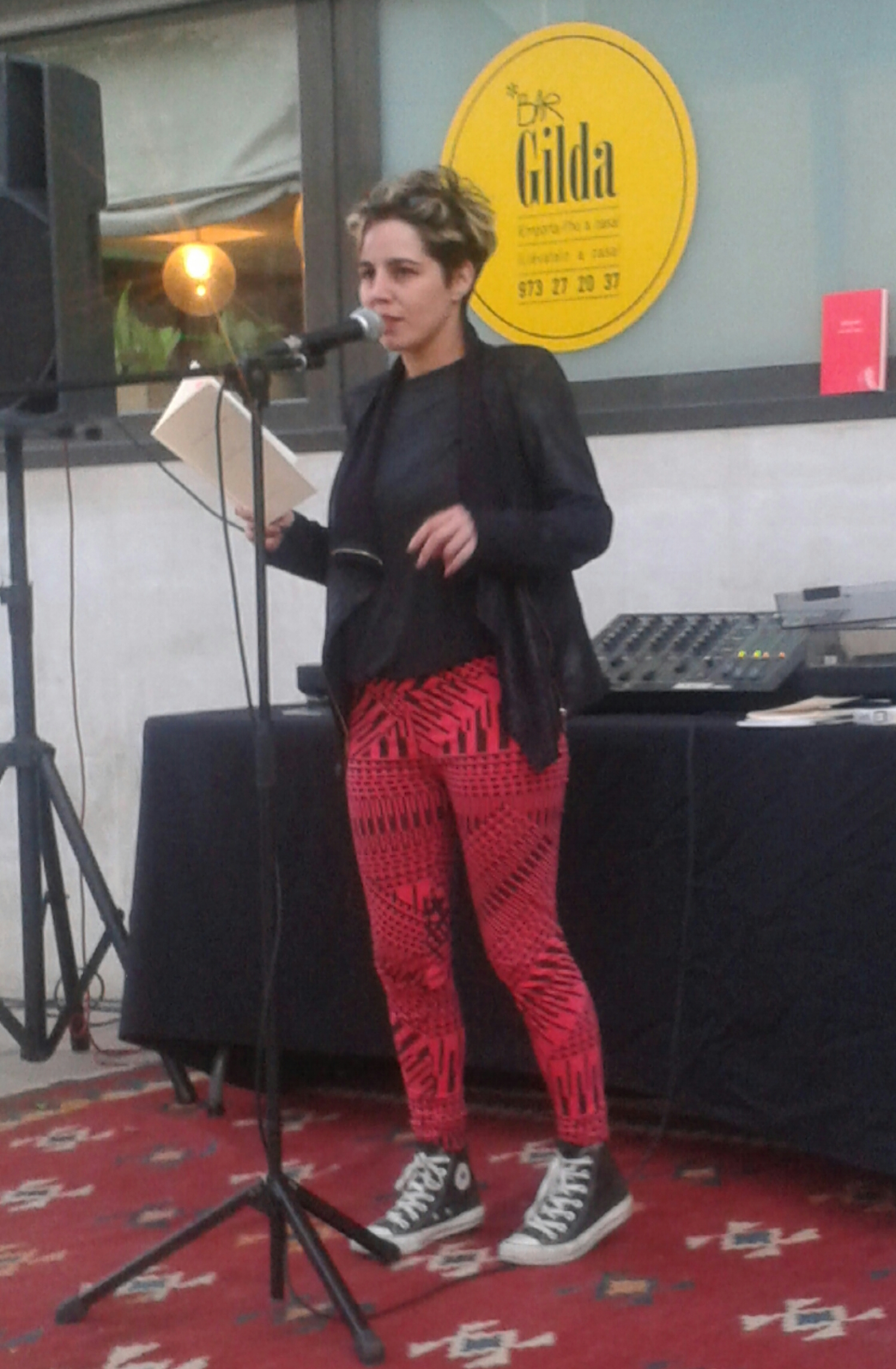
Laia Martínez el 2016

Llicenciada en Traducció i Interpretació d'anglès i rus per la Universitat Autònoma de Barcelona, des de 2012, forma part del duet d'electrovers Jansky, amb quatre discs publicats Un big bang a la gibrella (2013), ÈÉ (2015), This is electroverse (2018) i Insecta Dance Music (2022). El 2018, Jansky va obtenir el Premi SUNS Europe al "Millor grup europeu en llengua minoritzada", el 2019 va rebre el Premi Especial del Jurat als Premis Enderrock de la Música Balear i el 2021 dues nominacions i un premi als Sound Of The Year Awards de la BBC3 i el Museum of Sound.
Entre 2014-2024, va ser vocal per Mallorca per l'Associació d'Escriptors en Llengua Catalana (AELC). Des del 2019 escriu una columna de pensament al diari Ara Balears.
Dels quatre anys als divuit, va viure, estudiar i treballar a Navàs, després un any a Londres, a Barcelona, i es trasllada a Mallorca el 2009. Vuit anys després, amb Jaume Reus funden Rampa Lab, un laboratori on el so, la paraula i el entorn no humà interactuan i juguen per convertirse en nova música, poesia i coneixement.
Laia Malo afirma haver començat a llegir poesia motivada per la seva «devoció per la solitud», i a escriure'n a causa de la seva «frustració amb el món».

## Obra poètica
El 2009 va debutar amb L'abc de Laia Martinez i Lopez (Documenta Balear, 2009) i el 2011 publicà L'estiu del tonight tonight (El Gall Editor), llibre amb el qual guanyà el Premi de poesia Art Jove de Balears 2010 i que ha estat traduït al castellà. El 2015 arribà la seva tercera obra, Cançó amb esgarrip i dos poemes (Lleonard Muntaner, Ed.) . El 2016, amb el seu poemari Afollada (Labreu Edicions) abordà el tema de la maternitat amb un cant a la llibertat. El 2018 publicà Venus volta (Lleonard Muntaner, Ed.), un recull amb una nova visió sobre l'amor romàntic. El 2021, amb l'Aula de Poesia de la Universitat de Lleida, publicà versets i cigarrets.

###### Altres gèneres literaris
El 2022 publica l’assaig sonor “Brunziments” sobre la crisi dels insectes pollinitzadors, un projecte dirigit per IMEDEA i coordinat per Jaume Reus Viver

## Traduccions
El 2019 tradueix per primer cop al català una obra de l'artista nord-americana Patti Smith, el poemari Auguris d'innocència.
El 2022 publica una nova traducció de la novel·la El bosc de la nit de Djuna Barnes.
El 2023 tradueix el primer poemari complet de Marina Tsvetàieva, Fites, que mereix el 21è Premi de traducció Vidal Alcover.
Del rus, ha traduït també diverses obres del pintor i poeta, amic de Marina Tsvetàieva, Maksimilian Voloixin: el diari de viatges Dels troncs d'oliveres velles (amb Gerard Adrover. Lleonard Muntaner, Editor), i un recull de poemes i correspondèndia titulat Andorra i el poeta.
El 2024 publica la primera traducció al català de la poeta afroamericana Gwendolyn Brooks : la novel·la “La Maud Martha”, i la primera traducció al català de Jerzy Kosiński (“L’ocell pintat”).